# Ліс Харенна
6°30′48″ пн. ш. 39°14′50″ сх. д. / 6.513452° пн. ш. 39.247164° сх. д.

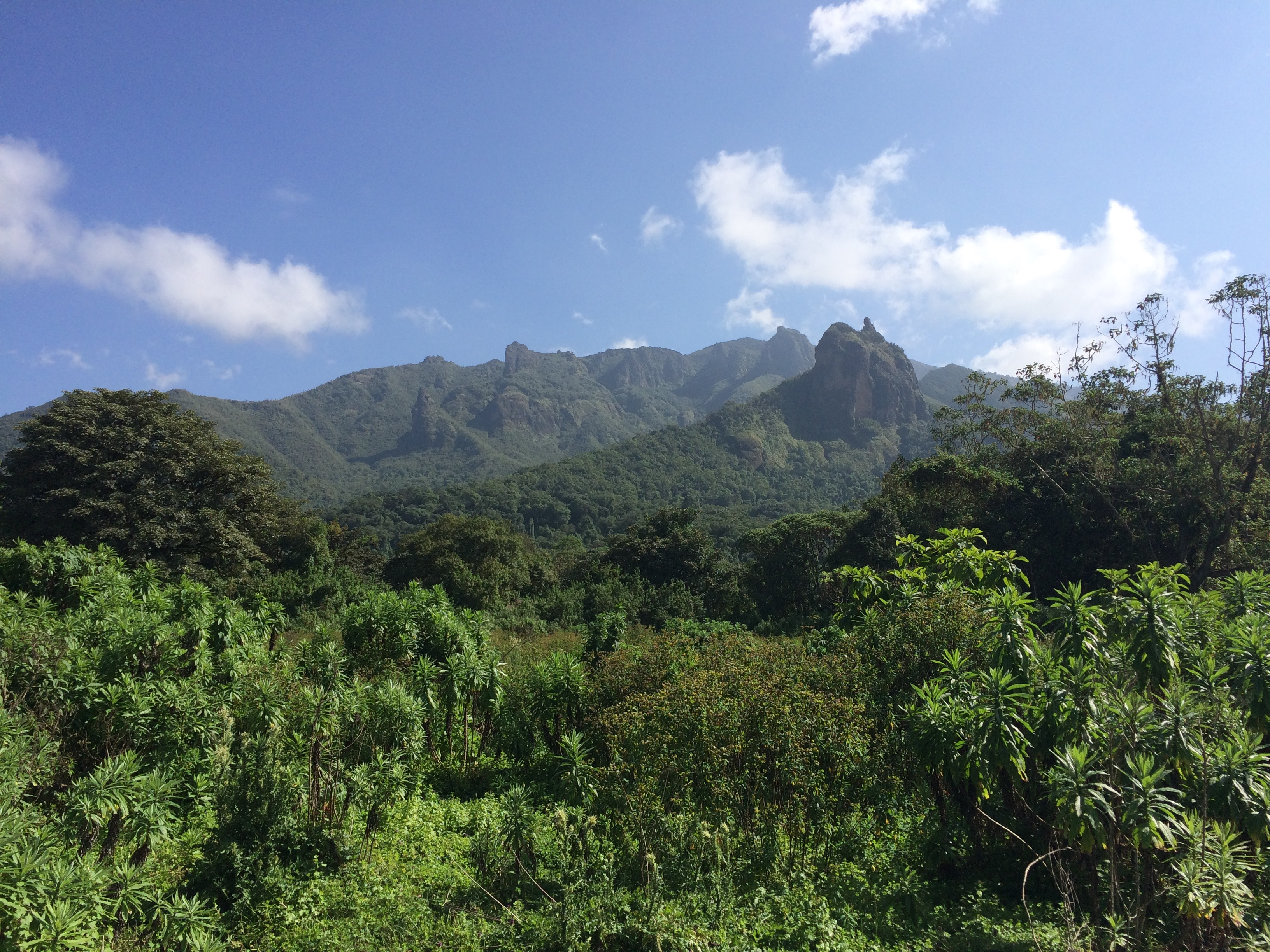
Ліс Харенна з горами Бейл позаду.

Ліс Харенна — гірський тропічний вічнозелений ліс у горах Бале в Ефіопії. Ліс покриває південний схил гір, простягаючись від 1450 до 3200 метрів над рівнем моря. Гори Бейл знаходяться в регіоні Оромія в Ефіопії та утворюють південно-західну частину Ефіопського нагір'я.
Це один із небагатьох збережених природних лісів у країні. Ліс Харенна відомий біологічним різноманіттям місцевих рослин, ссавців, амфібій та птахів. Багато з них є ендеміками.  Гірський клімат південних гір Бейл підтримує рослинні угруповання, відмінні від угруповань прилеглих рівнин і від гірських лісів в інших частинах Ефіопського нагір’я.

## Географія
Ліс Харенна розташований на південному схилі гір Бале. Найвища частина гір, відома як плато Санетті, простягається на висоту понад 4000 метрів. Південний край плато обривається крутим уступом, різко спускаючись з висоти 3800 до 2800 метрів. Нижче уступу гірські схили плавніше спускаються до південних рівнин. Ліс займає площу від 3500 до 7000 км2. Неточність в оцінці площі пов'язана із різним статусом окремих фрагментів лісу та сильною незаконною вирубкою, яка постійно зменшує його площу. Південна частина Національного парку Гори Бейл  захищає частину лісу, яка також простягається за межі парку. 

## Клімат
Ліс має гірський тропічний клімат. З березня по жовтень триває сезон дощів, а з листопада по березень - сухий сезон. Схили на висоті від 2300 до 3000 метрів часто вкриті густим туманом, особливо під час дощового сезону. 

## Флора
Рослинні угруповання в лісі змінюються залежно від висоти.
Підгірні ліси зустрічаються на висоті від 1450 до 1900 метрів. Опадів тут випадає від 500 до 600 мм на рік, з чітко вираженим сухим сезоном. Переважаючим деревом є хвойне  Afrocarpus falcatus. Іншими поширеними видами є Cassipourea malosana, Celtis africana та Croton macrostachyus. Деякі дерева скидають листя в сухий сезон. Дика кава — звичайний чагарник у лісовому підліску. 
Нижні гірські ліси ростуть на висоті від 1900 до 2300 метрів. Середньо гірські ліси зустрічаються між 2300 і 2800 метрами. Верхні гірські ліси, в яких переважає Hagenia abyssinica, і великі зарості бамбука Yushania alpina, ростуть на висоті від 2800 до 3250 метрів.
Субальпійські вереси, Erica arborea, поширені між висотами  3250 та 3500 метрів над рівнем моря і утворюють перехід між лісом і високогірними альпійськими вересовими пустощами плато Санетті.
Дерево Gymnosporia harenensis є ендеміком лісу, а також класифікується МСОП як вразливе через загрозу вирубки.

## Тваринний світ

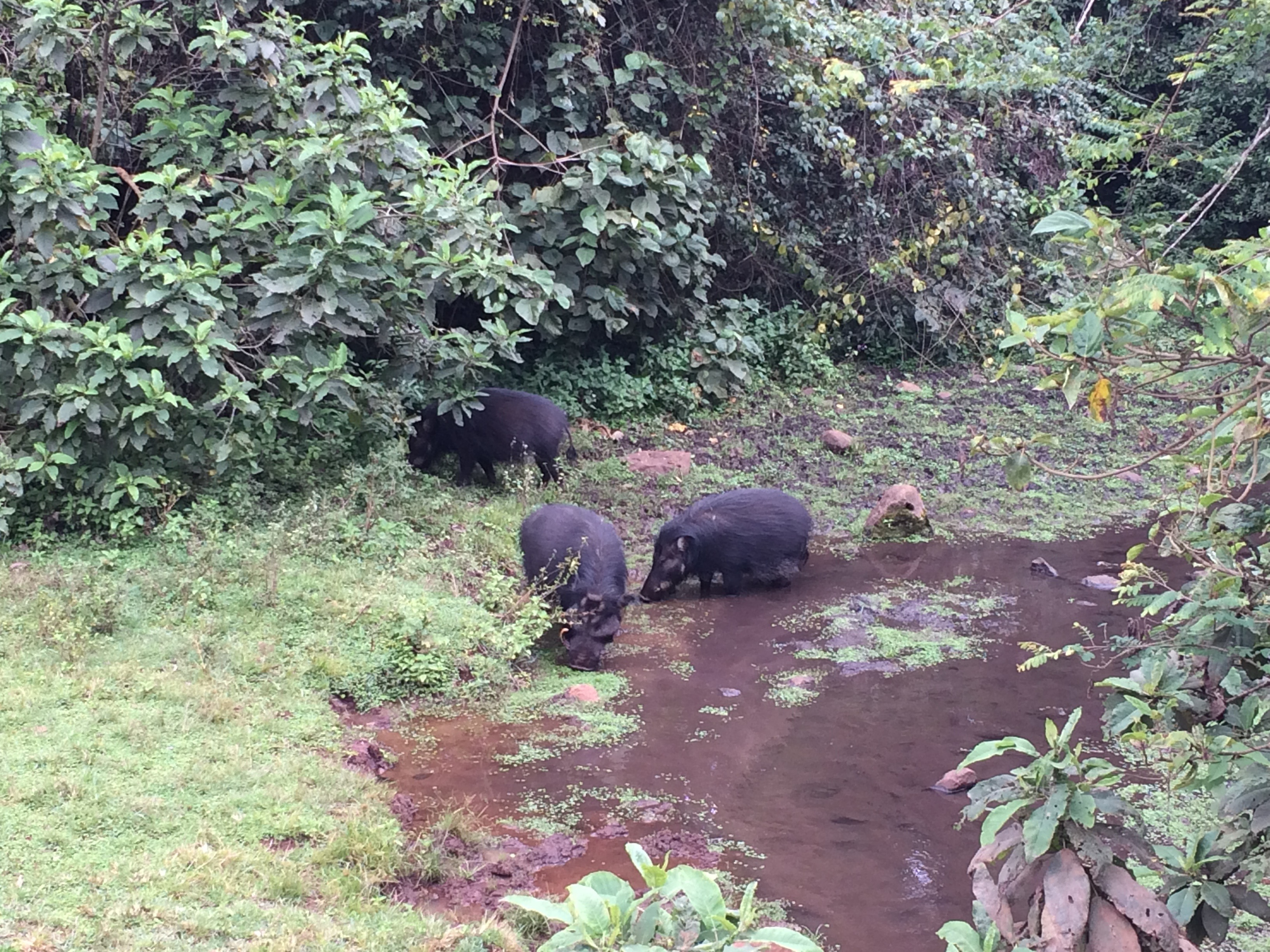
Гігантські лісові свині в лісі Харенна, НП Бейл, Ефіопія

Ліс Харенна колись був середовищем проживання зграй африканських диких собак Lycaon pictus, що перебувають під загрозою зникнення. Однак присутність цього виду тут зараз під питанням через антропогенний тиск. Субальпійські вереси та альпійські болота плато Санетті є домом для найбільшої популяції рідкісного та зникаючого ефіопського вовка.
Верветка гори Бейл ( Chlorocebus djamdjamensis )  — ще один місцевий ендемік, обмежена верхньою частиною лісу Гаренна. Її раціон складається здебільшого з пагонів бамбука Yushania alpina.  Землерийка Харенна ( Crocidura harenna ) є ендеміком лісу, а бурозубка ( Crocidura bottegoides ) зустрічається лише в лісі та на афроальпійських луках плато Санетті. 
Ліс Харенна є домом для єдиної в Ефіопії популяції дуїкера Харві ( Cephalophus harveyi ). 

## Охорона
Лісові землі в Ефіопії, включаючи ліс Харенна, є державною власністю. Національний парк Гори Бале займає центральну частину лісу. Частина лісу за межами національного парку знаходиться під управлінням Oromia Forest and Wildlife Enterprise (OFWE), відділення уряду Oromia Region. OFWE організувала лісове господарство в регіоні, а Harenna Forest з 2009 року управляється Bale Forest Enterprise. Управління лісами здійснюється у партнерстві з місцевими громадами.
Історично ліс був мало заселений. За останні десятиліття багато людей мігрували до лісу Харенна. Найбільше зростання населення спостерігалося наприкінці 1990-х — на початку 2000-х років, коли населення Харена-Булук і Дело-Менна Воредас подвоїлося. У 2010-х роках зростання населення сповільнилося. Нові мешканці розчистили ліси для вирощування кави, пасовищ і ведення натурального господарства (переважно в Харена Булук Вореда).  Порівняння супутникових знімків Landsat за 1986 і 2006 роки виявило значне скорочення площі лісів, особливо у високогірному поясі, причому більша частина колишньої лісової площі була перетворена на луки та пасовища внаслідок регулярного спалювання лісу, через штучні пожежі. Сільськогосподарські угіддя зосереджені на нижчих висотах уздовж переходу від лісу до савани. 
Уряд Ефіопії оголосив кілька лісових ділянок пріоритетними національними лісами, включно з національною лісовою пріоритетною територією Мена-Ангету, яка огинає національний парк Бейл на південному сході, півдні та південному заході, і національною лісовою пріоритетною територією Харена-Кокоса на заході від національного парку Бейл і на північ від Мена-Ангету.